# Václav Bořek-Dohalský
Václav Bořek-Dohalský (25. února 1941 Praha – 17. června 2004 Praha) pocházel z rodu Dohalských, jehož kořeny sahají až do 15. století. Byl  rytířem řádu sv. Lazara, 2003–2004 designovaný velkopřevor Českého velkopřevorství řádu sv. Lazara. 

## Život
Václav Bořek-Dohalský měl od mládí rád dostihový sport, ale až v sedmdesátých letech se mu mohl profesionálně věnovat. Byl výborný jezdec a trenér. Působil ve stáji Lysá nad Labem – Karlov. Pro dostihy připravil řadu koní. Vychoval hodně jezdců a trenérů. Od sedmdesátých let rozvíjel spolupráci s trenéry a chovateli z Německa, Rakouska, Maďarska. Počátkem devadesátých let navázal kontakty a spolupráci s Francií se Société du Cheval Français, Union Européenne du Trot.
Václav Bořek-Dohalský se podílel na koncepční práci při rozvoji klusáckého dostihového sportu. Byl prezidentem a následně čestným prezidentem České klusácké asociace.
Byl pohřben na Olšanských hřbitovech v Praze.

### Rodina
Václav Bořek-Dohalský měl 4. června 1971 v Praze svatbu s fonetičkou Marií Zichovou (* 1937), dcerou logika, filozofa a matematika Otakara Zicha (1908–1984), jednoho ze zakladatelů katedry logiky na FF UK. Narodil se jim syn Václav (* 1972). Jeho švagrem byl český zpěvák a skladatel Karel Zich (1949–2004), přezdívaný „český Elvis”.